# Feng Zhang

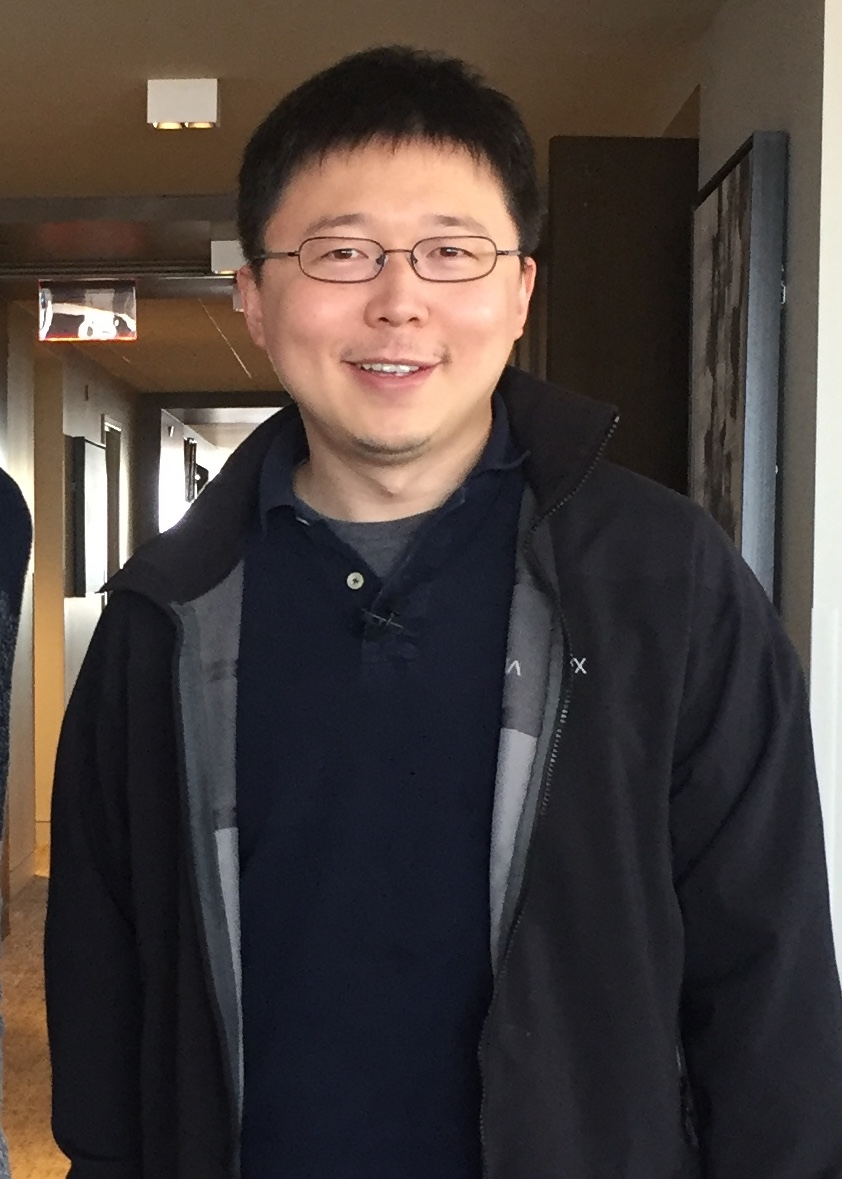
Feng Zhang

Feng Zhang (chinesisch 张锋, Pinyin Zhāng Fēng, * 22. Oktober 1981 in Shijiazhuang, Volksrepublik China) ist ein US-amerikanischer Neurowissenschaftler chinesischer Herkunft am Massachusetts Institute of Technology (MIT).

## Leben und Wirken
Zhang wuchs zunächst in China auf. 1993 kam er nach Des Moines, Iowa, in die USA. Bereits als Schüler an der Highschool interessierte er sich für Genforschung. 2004 erwarb er am Harvard College einen Bachelor in Chemie und Physik.
Als Doktorand bei Karl Deisseroth wirkte er (gemeinsam mit Edward Boyden) bei den Arbeiten mit, die als Begründung der Optogenetik gelten. 2009 erwarb er bei Deisseroth an der Stanford University einen Ph.D. in Chemie. Mittels der von Zhang (mit)entwickelten Methode der Optogenetik, einer gezielten Genmanipulation, lassen sich systematische Untersuchungen intakter biologischer Systeme bewerkstelligen, insbesondere von Neuronen im intakten Gehirn.
Als Postdoktorand arbeitete er bei George Church an der Harvard Medical School und bei Paola Arlotta am Massachusetts General Hospital. Hier untersuchte er mit Methoden der synthetischen Biologie Muster der Genexpression während der Ontogenese des Gehirns.
Seit 2011 ist Zhang Assistant Professor am McGovern Institute für Hirnforschung und Kognitionswissenschaften am Massachusetts Institute of Technology. Zusätzlich ist er Mitglied des Broad Institute von MIT und Harvard University.
Zhang versucht mit einem Ansatz der synthetischen Biologie die Entwicklung neuropsychiatrischer Störungen zu verstehen. Seine Arbeitsgruppe entwickelt neue Methoden der Gentechnik um das Genom eines Modellorganismus so zu verändern, dass Zeichen bekannter Störungen auftreten, und untersucht, ob diese Veränderungen notwendig und hinreichend sind, um eine Krankheit auszulösen. So gelten seine Arbeiten zur Steigerung der Präzision der CRISPR/Cas-Methode als Instrument zur Genmanipulation als bahnbrechend.
Im März 2023 wurde in der Zeitschrift Nature ein von Zhangs Forschergruppe entwickeltes Verfahren beschrieben, bei dem programmierbaren Proteine mit Hilfe von modifizierten Bakterien passgenau in bestimmte Zellen (z. B. in gezielt zu bekämpfende Tumorzellen) injiziert werden können. Es handelt sich dabei um eine Weiterentwicklung der bereits bekannten molekularen bakteriellen Spritze PVC (Photorhabdus virulence cassette).
Im Juni 2023 veröffentlichte eine Arbeitsgruppe um Zhang in Nature einen Artikel über Fanzor, eine eukaryotische RNA-gesteuerte DNA-Endonuklease.
Seit 2016 zählt ihn Thomson Reuters aufgrund der Zahl seiner Zitierungen zu den Favoriten auf einen Nobelpreis (Thomson Reuters Citation Laureates).

## Auszeichnungen (Auswahl)
- 2011: Perl-UNC Neuroscience Prize (mit Karl Deisseroth und Edward Boyden)[11]
- 2014: ISTT Young Investigator Award der International Society for Transgenic Technologies[2]
- 2014: Gabbay Award (mit Emmanuelle Charpentier und Jennifer Doudna)[12]
- 2014: Alan T. Waterman Award[4]
- 2016: Canada Gairdner International Award
- 2016: Tang Prize für Biopharmazeutische Forschung (mit Emmanuelle Charpentier und Jennifer Doudna)[13]
- 2017: Albany Medical Center Prize (mit Emmanuelle Charpentier, Jennifer Doudna, Luciano Marraffini und Francisco Juan Martínez Mojica)
- 2017: Lemelson-MIT-Preis
- 2018: Mitglied der American Academy of Arts and Sciences
- 2018: Mitglied der National Academy of Sciences
- 2018: Keio Medical Science Prize
- 2018: Harvey-Preis (mit Emmanuelle Charpentier, Jennifer Doudna)[14]
- 2021: Richard Lounsbery Award
- 2021: Mitglied der National Academy of Medicine
- 2025: National Medal of Technology and Innovation[15]
- 2025: Korrespondierendes Mitglied der European Molecular Biology Organization